# هاردینگ بکمان
هاردینگ بکمان (انگلیسی: Henry Beckman؛ ۲۶ نوامبر ۱۹۲۱ – ۱۷ ژوئن ۲۰۰۸) یک هنرپیشه اهل کانادا بود. وی بین سال‌های ۱۹۵۱ تا ۲۰۰۲ میلادی فعالیت می‌کرد.